# گریت وال ولیکس سی۳۰
گریت وال ولکس سی۳۰ (انگلیسی: Great Wall Voleex C30) خودرویی چینی است که توسط برند گریت‌وال چین تولید می‌شود و در حدود سال ۱۳۹۲ توسط شرکت خودروسازان راین به بازار ایران معرفی شد. این خودرو از دو عدد کیسه‌هوا برای سرنشینان جلو، ترمز ABS ،EBD، سامانه ضدسرقت، چراغ‌های مه‌شکن جلو و عقب و قفل ایمنی کودک برخوردار است. چراغ‌های جلوی این خودرو تقریباً مشابه با مرسدس بنز کلاس بی است؛ همچنین در نمای پشتی این خودرو الگوبرداری  از کیا اپتیما ۲۰۱۰ صورت گرفته‌است.

## نگارخانه

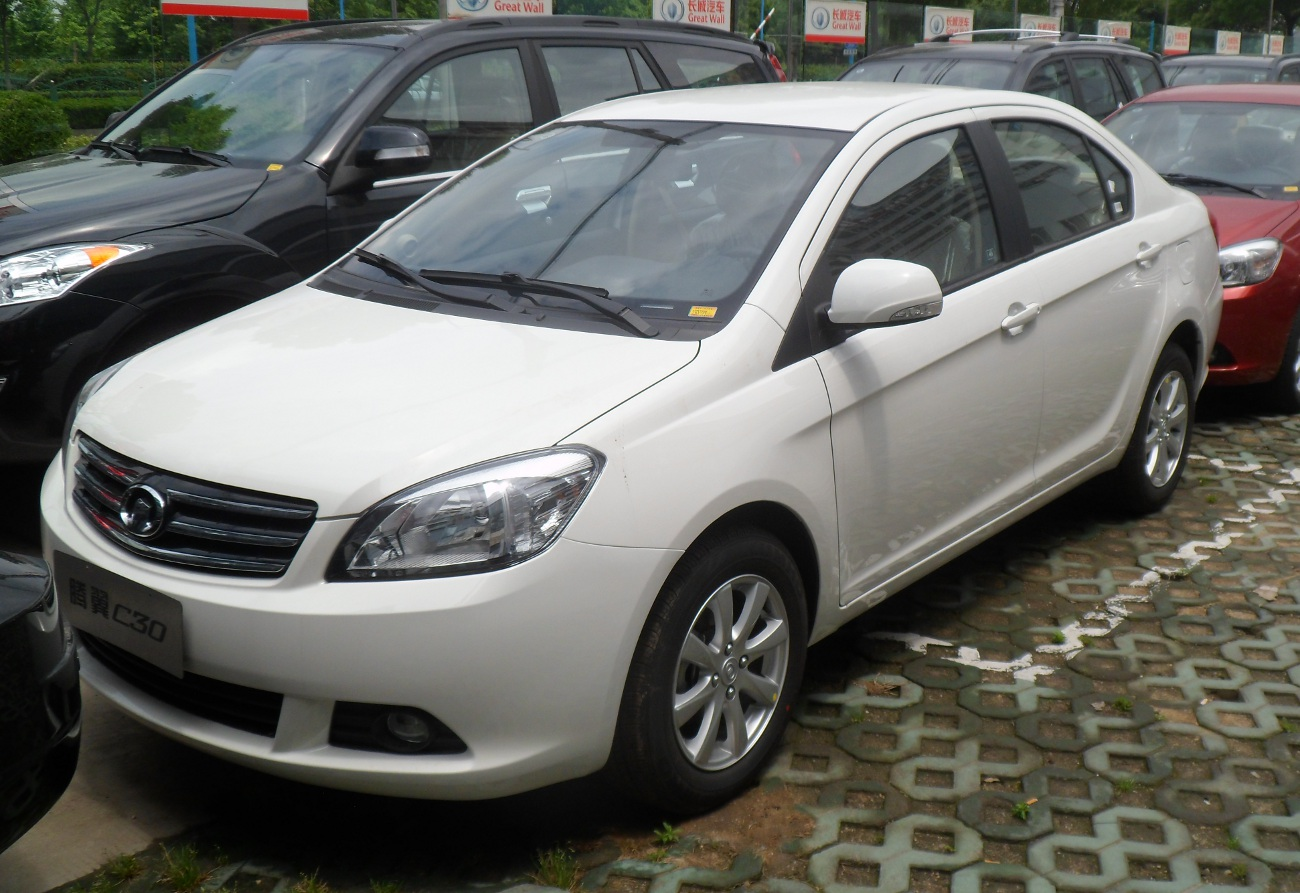
مدل پایه ولکس سی۳۰
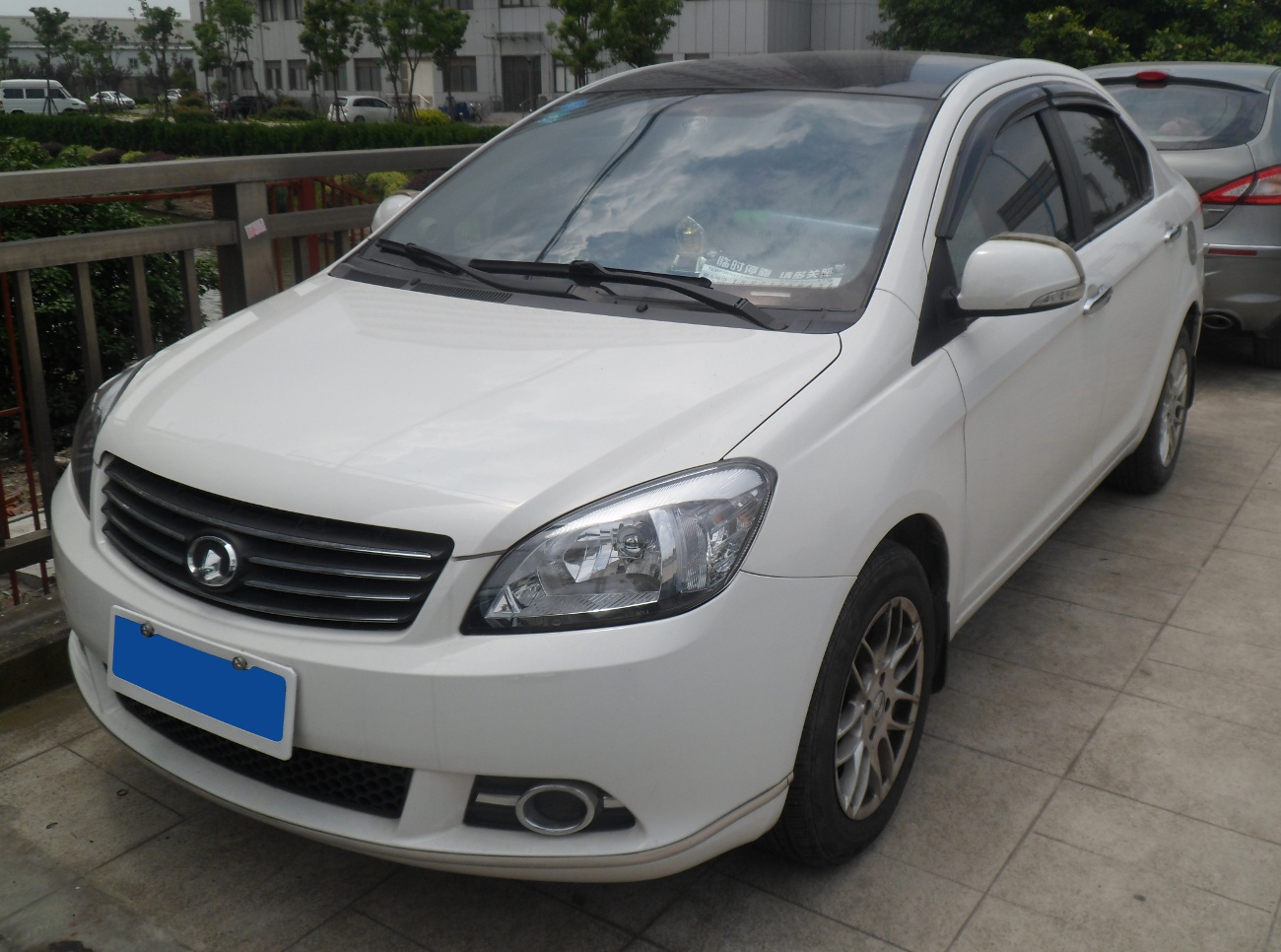
نمای جلویی ولکس سی۳۰
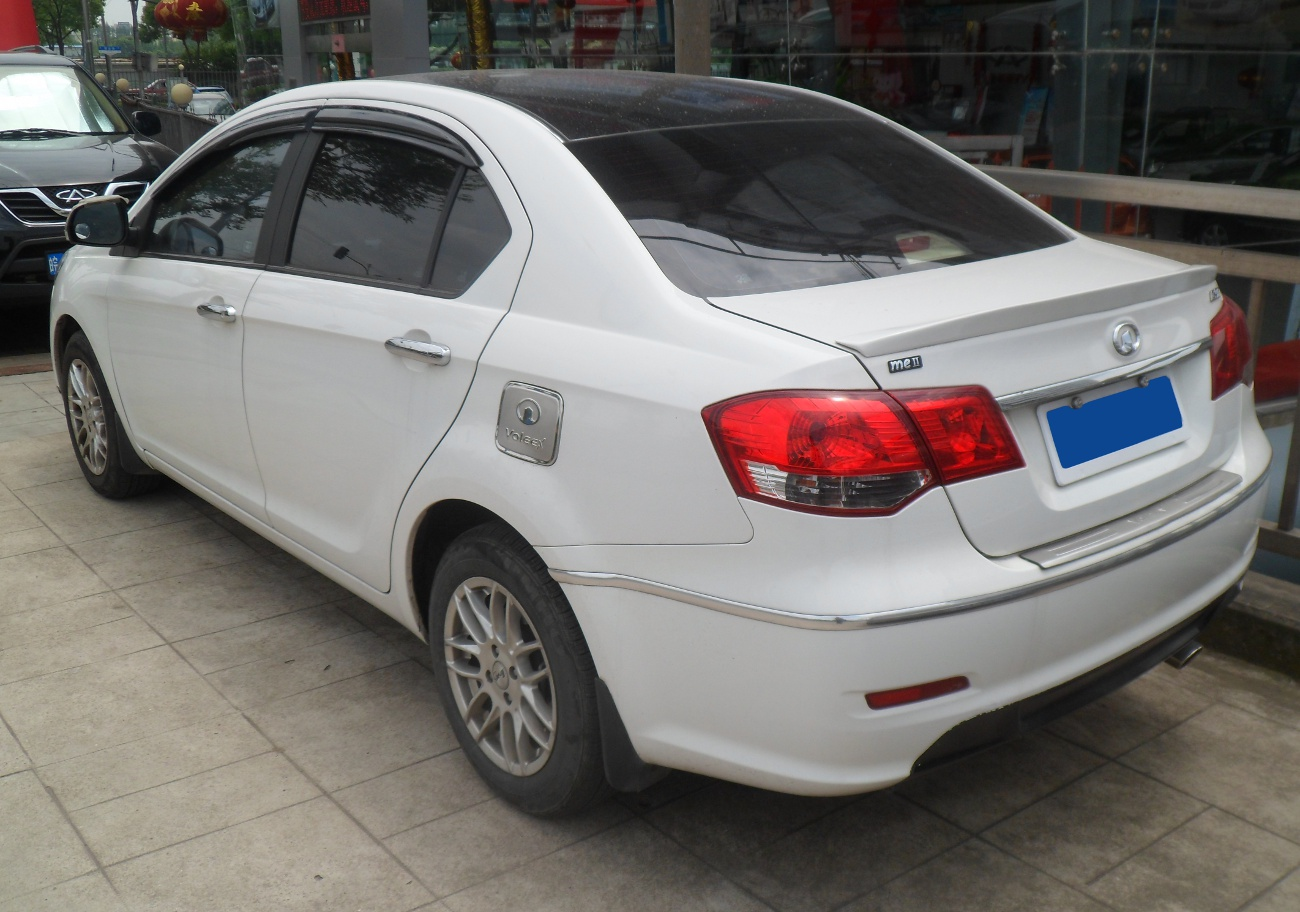
نمای پشتی ولکس سی۳۰